# Subhyracodon
Subhyracodon ist eine ausgestorbene Gattung der Nashörner und lebte im späten Eozän bis frühen Oligozän vor 37 bis 29 Millionen Jahren in Nordamerika. Die Gattung gehört zu den frühesten Vertretern dieser Säugetiergruppe, besaß aber im Gegensatz zu zahlreichen späteren Formen keine Hornbildung. Die Tiere erreichten die Größe heutiger Rinder und lebten in offenen Waldlandschaften oder Auwäldern, wo sie sich überwiegend von weicher Pflanzenkost ernährten.

## Merkmale
Subhyracodon umfasste kleine bis mittelgroße Nashornvertreter, die sehr stark ihrem teils gleichzeitig lebenden Verwandten Trigonias ähnelten, aber etwas modernere Merkmale aufweisen. Sie erreichten eine Kopf-Rumpf-Länge von 210 cm und eine Schulterhöhe von rund 120 cm. Das Gewicht wird mit 600 bis 830 kg angenommen. Ursprünglich wurden ebenso wie für Trigonias ein Wert von 250 kg angenommen, doch bezieht sich diese Angabe auf Vertreter, die heute anderen Nashorngattungen zugewiesen werden.

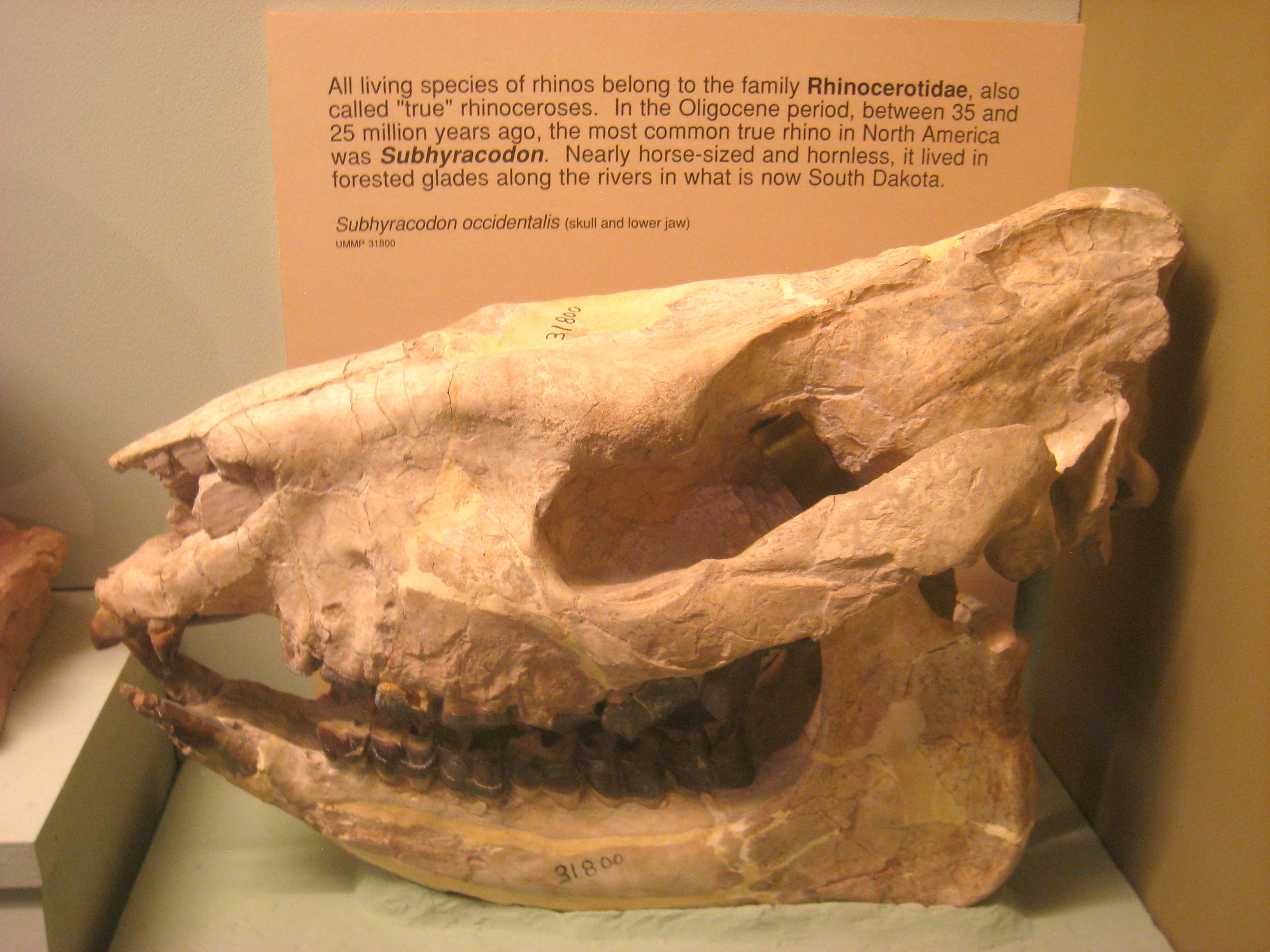
Schädel von Subhyracodon

Der Schädel wurde bis zu 49 cm lang und war dabei langgestreckt und sehr flach. In der Aufsicht wirkte er keilförmig mit wenig ausladenden und seitlich abgeflachten Jochbeinen. Der hintere Schädelbereich stieg weniger steil auf als bei Trigonias. Das Hinterhauptsbein besaß einen nur gering ausgeprägten Wulst. Es war außerdem rechtwinklig ausgeprägt und besaß in der Aufsicht eine deutliche Eindellung. Das Nasenbein war schwach ausgebildet und langgestreckt, allerdings vergleichsweise kürzer als bei Trigonias. Anzeichen einer Hornbildung auf der Oberfläche in Form aufgerauter Flächen als Ansatzstellen sind nicht bekannt. Auch das Zwischenkieferbein hatte eine langgestreckte Form und lässt, ebenso wie der Oberkiefer die charakteristischen Kürzungen der moderneren Nashornformen vermissen. Zwischen diesen beiden Knochen und dem Nasenbein bestand ein großer und ausgedehnter Nasenraum. Mittelkieferknochen und Nasenbein waren nicht miteinander verbunden.
Der Unterkiefer erreichte 40 cm Länge besaß einen eher grazilen Aufbau mit einer schwachen, aber bis zu 8 cm langen Symphyse. Die Höhe des Kieferknochen lag bei maximal 4,8 cm. Gegenüber Trigonias ist das Gebiss schon deutlicher reduziert, die Zahnformel für ein ausgewachsenes Tier lautete: {\displaystyle {\frac {2.0.4.3}{2.0.4.3}}}. Die Schneidezähne waren eher klein und standen im Oberkiefer senkrecht, im Unterkiefer schräg nach vorn in einem Winkel von 45°. Die Ausnahme stellte der untere zweite (äußere) Schneidezahn dar, der konisch geformt und deutlich vergrößert war, so dass er eine Länge von 2,4 cm erreichte. Ein Eckzahn war nicht ausgebildet. Das Diastema zur hinteren Bezahnung betrug bis zu 2,4 cm. Die Backenzähne waren sehr niederkronig (brachyodont), die Prämolaren ähnelten bis auf den ersten den Molaren. Dabei war der zweite vollständig, die beiden hinteren stark molarisiert. Größter Zahn der Backenzahnreihe war der zweite Molar.
Auch das Körperskelett ist aufgrund zahlreicher, teils vollständiger Skelette gut bekannt. Die Wirbelsäule bestand aus 7 Hals-, 18 Brust-, 5 Lenden-, 6 Kreuzbein- und 21 Schwanzwirbeln. Die tapirartig gekrümmte Anordnung der Brustwirbel wurde durch die Länge der Dornfortsätze wieder ausgeglichen, die eine fast gerade Linie bilden. Insgesamt waren diese wesentlich schlanker als bei Trigonias. Der Dornfortsatz des ersten Brustwirbels erreichte 16 cm Länge. Der Oberarmknochen war ebenfalls schlanker als beim verwandten Trigonias und wies 30 cm Länge auf. Der Schaft der 28 cm langen Speiche ist deutlich gekrümmt, während die Elle mit 35 cm Länge den Oberarm übertraf. Der Oberschenkelknochen war mit 37 cm der größte Röhrenknochen im Skelett. Das Schienbein und das Wadenbein waren nicht miteinander verwachsen. Ersterer erreichte 28 cm, letzterer 26 cm Länge. Hände und Füße endeten in jeweils drei Zehen (tridactyl), womit Subhyraracodon deutlich moderner war als Trigonias. Wie bei allen Unpaarhufern war der Hauptstrahl der dritte, dabei wurde der Mittelhandknochen (Metacarpus III) 14 cm und der Mittelfußknochen (Metatarsus III) 13 cm lang.

## Fundorte

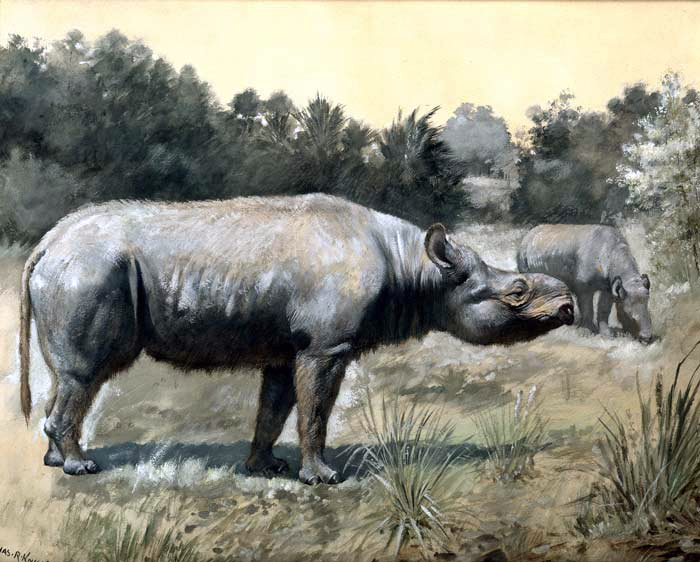
Lebendrekonstruktion von Subhyracodon von Charles R. Knight

Subhyracodon wurde bisher nur in Nordamerika gefunden, wo die Nashorngattung mit zahlreichen Skelettfunden in den High Plains dokumentiert ist. Bedeutende Fossilien sind aus den  White River Badlands von South Dakota nachgewiesen. Hier befinden sich die Aufschlüsse der White-River-Gruppe, zu der die Chadron-Formation sowie die Brule-Formation zählen. Funde stammen dort aus dem „Unteren Titanotherium-Bett“ (Lower Titanotherium bed) der Chadron-Formation, einer Abfolge, bestehend aus vulkanischen und silikatischen Sedimenten innerhalb durch Wind und Wasser geformten Ablagerungen (äolisch und fluviatil), die dem mittleren und späten Eozän angehören. Hier tritt Subhyracodon zusammen mit seinem Verwandten Trigonias auf, häufig sind aber auch Funde des frühen Pferds Mesohippus und des riesigen, knapp 2 t schweren Megacerops, welches zu den Brontotherien (ursprünglich Titanotherien) gehört. Weitere Funde, darunter ein Unterkiefer und postcraniale Skelettteile kamen im Horsetrail-Creek-Member der Brule-Formation im Logan County in Colorado zu Tage. Andere Fundplätze liegen in Saskatchewan und Kalifornien. Aus letzterem US-Bundesstaat stammen die jüngsten Funde, die in das Untere Oligozän datieren und in der Vespe-Formation im Ventura County entdeckt wurden.

## Paläobiologie
Die bisherigen Funde entstammen weitgehend Fundstellen mit relativer Nähe zu Wasser. Womöglich lebte Subhyracodon in Auwäldern oder in den Übergangsgebieten zu offeneren Landschaften. Die niederkronigen Zähne sprechen für eine relative Spezialisierung auf weiche Pflanzenkost, Untersuchungen zeigten aber auch einen gewissen Anteil an harter Pflanzennahrung. Es wird angenommen, dass sich die Nashorngattung von faserigen Pflanzenteilen und von wasserhaltigen Blättern ernährte. Weitere Analysen an Isotopen des Sauerstoffs in den Backenzähnen ergaben eine recht hohe Abhängigkeit von Wasser, allerdings waren die Tiere nicht an ein semi-aquatisches Leben gebunden. Dies zeigen parallel vorgenommene Untersuchungen an Kohlenstoffisotopen, die für ein Leben in eher offenen Landschaften sprechen, womit die Tiere wohl niedrige Bäume und Buschvegetation als Nahrungsgrundlage bevorzugten.

## Systematik
Subhyracodon ist eine ausgestorbene Gattung der Nashörner und wird innerhalb dieser zur urtümlichen Unterfamilie der Diceratheriinae gestellt. Diese waren hauptsächlich in Nordamerika verbreitet. Innerhalb der Unterfamilie gehört die Nashorngattung zur Tribus Dicerathini. Der Namensgeber für sowohl die Unterfamilie als auch die Tribus ist Diceratherium, welches durch zwei Hörner auf der Nase charakterisiert war.
Mehrere Arten von Subhyracodon wurden beschrieben, gültig sind heute folgende:
- S. kewi Stock, 1933
- S. mitis (Cope, 1875)
- S. occidentalis (Leidy, 1850)

Dabei ist S occidentalis die Typusform und war größer als die beiden anderen Arten. Die jüngste Form aus dem späten Oligozän ist S. kewi. Andere beschriebene Arten wie S. trigonodus, S. metalophus, S. gridleyi und S. hesperius werden heute als Synonyme von S. occidentalis angesehen. Der ursprünglich als S. tridactylum angesprochene Nashornvertreter wird jetzt zu Diceratherium gestellt.

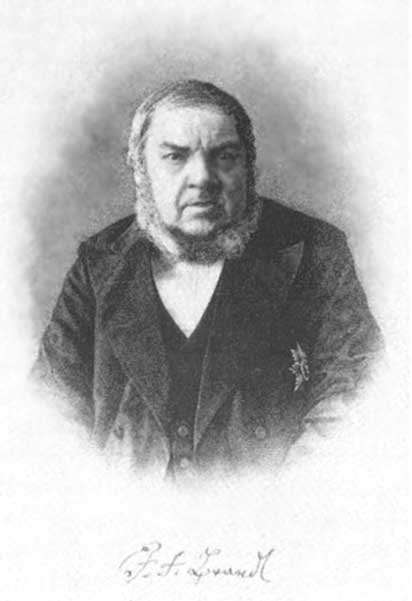
Johann Friedrich von Brandt

Ursprünglich wurden die in Nordamerika entdeckten Nashörner vom amerikanischen Paläontologen Joseph Leidy 1850 zur Gattung Rhinoceros gestellt, im darauf folgenden Jahr wies er sie Aceratherium zu. Die Erstbeschreibung von Subhyracodon erfolgte 1878 durch den deutschen Naturforscher Johann Friedrich von Brandt, der das Taxon aber als Untergattung der Nashornarten Aceratherium mite und Aceratherium occidentalis ansah. Die Publikation erfolgte in Lateinischer Sprache und wurde in einem russischen Verlag veröffentlicht. Im Jahr 1881 wies der amerikanische Zoologe Edward Drinker Cope Aceratherium mite der von ihm neu benannten Gattung Caenopus zu; es wird angenommen, dass Cope die Beschreibung Brandts nicht kannte. Amerikanische Forscher benutzen fast ein halbes Jahrhundert lang die Bezeichnung Caenopus, im Jahr 1927 jedoch wies Horace Elmer Wood 1927 darauf hin, dass Subhyracodon Vorrang hat, da es der ältere Name ist und hob Subhyracodon auf Gattungsebene. Allerdings dauerte es noch einige Zeit, bis sich die Bezeichnung in Nordamerika durchsetzte, da sie weitgehend als schlecht gewählt angesehen wurde. Dabei suggeriert der Name Subhyracodon eine nahe Stellung zu den Hyracodontidae, einer mit den Nashörnern verwandten Gruppe, doch Brandt hatte damit eindeutig einen Vertreter der Nashörner beschrieben. Der Name setzt sich aus der lateinischen Vorsilbe sub- („unter“) und der wissenschaftlichen Bezeichnung für Hyracodon zusammen, welche wiederum eine Verbindung aus dem heutigen Namen für die Schliefer (Hyrax, eigentlich Hyracoidea) und dem griechischen Wort ὀδούς (odoús „Zahn“) darstellt. Caenopus dagegen entstammt den griechischen Wörtern καινος (kainos „neu“) und πούς (poús „Fuß“) und bezieht sich auf die modernere, tridactyle Hand- oder Vorderfußgestaltung der Nashorngattung.
Subhyracodon trat erstmals im späten Eozän vor rund 37 Millionen Jahren auf (lokalstratigraphisch ausgehendes Chadronium). Es gehört zu den ältesten Nashörnern Nordamerikas, älter sind weitgehend nur Teletaceras und Uintaceras. Ältester Vertreter ist S. ociidentalis. Im Unteren Oligozän (lokalstratigraphisch unteres Arikareeum) vor etwa 30 Millionen Jahren starb die Nashorngattung aus und wurde durch Diceratherium ersetzt. Zu jenem Zeitpunkt war sie möglicherweise nur noch mit S. kewi im heute westlichen Teil Nordamerikas verbreitet. Dabei bildete Subhyracodon zusammen mit Diceratherium wahrscheinlich Vorläuferformen der späteren modernen Rhinocerotinae, denen die heutigen Nashörner angehören.